# Beinn nan Caorach
Beinn nan Caorach är ett berg i Storbritannien.   Det ligger i kommunen Highland och riksdelen Skottland, i den nordvästra delen av landet, 700 km nordväst om huvudstaden London. Toppen på Beinn nan Caorach är 774 meter över havet, eller 230 meter över den omgivande terrängen. Bredden vid basen är 2,1 km.
Terrängen runt Beinn nan Caorach är huvudsakligen kuperad. Trakten runt Beinn nan Caorach är nära nog obefolkad, med mindre än två invånare per kvadratkilometer. Närmaste större samhälle är Glenelg, 9,2 km nordväst om Beinn nan Caorach. Trakten runt Beinn nan Caorach består i huvudsak av gräsmarker.